# Villars-sur-Var
 Villars-sur-Var  es una población y comuna francesa, en la región de Provenza-Alpes-Costa Azul, departamento de Alpes Marítimos, en el distrito de Niza y cantón de Villars-sur-Var.

## Demografía
| 394 | 491 | 383 | 465 | 507 | 553 |
| Para los censos de 1962 a 1999 la población legal corresponde a la población sin duplicidades (Fuente: INSEE [Consultar]) |     |     |     |     |     |